# Hadena x-scriptum
Hadena x-scriptum är en fjärilsart som beskrevs av Sowerby 1806. Hadena x-scriptum ingår i släktet Hadena och familjen nattflyn. Inga underarter finns listade i Catalogue of Life.